# Institución Libre de Enseñanza
A Institución Libre de Enseñanza (“Instituição Livre de Ensino”), ou ILE, foi uma famosa tentativa pedagógica realizada na Espanha, inspirada na filosofia de Karl Christian Friedrich Krause (krausismo) que teve uma repercussão excepcional na vida intelectual dessa nação, na que desempenhou um trabalho fundamental de renovação. Foi criada em 1876 por um grupo de catedráticos (Francisco Giner de los Ríos, Gumersindo de Azcárate, Teodoro Sainz Rueda e Nicolás Salmerón, entre outros) apartados da Universidade Central de Madrid por defender a liberdade de cátedra e recusar ajustar os seus ensinos a qualquer dogma oficial em matéria religiosa, política ou moral.
Em consequência, tiveram de prosseguir o seu trabalho educativo à margem do Estado, criando um estabelecimento educacional privado laico, que começou em primeiro lugar pelo ensino universitário e depois foi estendido à educação primária e secundária.
Apoiaram o projeto os intelectuais mais progressistas do país: Joaquín Costa, Augusto González de Linares, Hermenegildo Giner, Federico Rubio e outras personalidades comprometidas na renovação educativa, cultural e social.

## História
Após o início do modelo político de Cánovas, em 1875 mediante o "Decreto Orovio", foi suspensa a liberdade de cátedra na Espanha "se  afetar negativamente os dogmas da fé", para afiançar um princípio integrista que via a Espanha como um projeto sustentado na vontade divina, como defendia Cánovas. Sua aplicação afastou muitos intelectuais da Universidade, originando a criação da Institución Libre de Enseñanza, em 1876.
A partir de 1881 começaram a ensinar na ILE professores formados nela (Manuel Bartolomé Cossío, que sucederia a Giner à frente da Instituição, Ricardo Rubio, Pedro Blanco, Ángel del Riego, José Ontañón, Pedro Jiménez-Landi, et cétera, realizando um trabalho que consolidou o projeto e assegurou o seu futuro, de modo que até a Guerra Civil de 1936 se tornou no centro de uma época da cultura espanhola e na base para a introdução na Espanha de avançadas teorias pedagógicas e científicas estrangeiras.
Assim o testemunha a nômina de colaboradores do Boletim da Institución Libre de Enseñanza: Bertrand Russell, Henri Bergson, Charles Darwin, John Dewey, Santiago Ramón y Cajal, Miguel de Unamuno, Maria Montessori, Lev Tolstoi, H. G. Wells, Rabindranath Tagore, Juan Ramón Jiménez, Gabriela Mistral, Benito Pérez Galdós, Emilia Pardo Bazán, Azorín, Eugenio d'Ors ou Ramón Pérez de Ayala, algumas delas intimamente vinculadas com a Instituição, como Julián Sanz del Río, Antonio Machado Álvarez, Antonio Machado e o seu irmão Manuel Machado, Julio Rey Pastor, Luis Simarro, Nicolás Achúcarro, Francisco Barnés.
Assim mesmo, através de uma rede de institutos associados à ILE pesquisou-se sobre o passado espanhol (o chamado Centro de Estudios Históricos, dirigido pelo fundador da filologia hispânica, Ramón Menéndez Pidal) ou foram postas em contato as elites artísticas com as vanguardas europeias (Residência de Estudantes, organizada por Alberto Jiménez Fraud) e científicas (Junta para Ampliação de Estudos, organizada pelo institucionista José Castillejo).
A geração de 27 é, de certa forma, uma emanação da Institución Libre de Enseñanza e obra da ILE foi também atingir a sintonia cultural e científica com a Europa pouco antes que tudo este esforço de modernização fora demolido pela Guerra Civil, durante a qual foram confiscarados os seus bens e a maioria dos institucionistas teve de marchar para o exílio, enquanto os que se ficaram tiveram de se enfrentar com a censura, a persecução solapada ou aberta ou a desconsideração do seu trabalho, que era considerado antinacional e anti-hispânico pelos seus detratores. Fora, com o exílio o seu trabalho dispersou-se pela Europa e sobretudo Hispano-América, onde se tornou um  fecundador da vida cultural daqueles países.

## Influxo da ILE
O influxo da ILE foi determinante para que os poderes públicos empreendessem uma série de reformas de que Espanha precisava nos terrenos jurídico, educacional e social. Foram criados organismos como o Museu Pedagógico Nacional e a Junta para Ampliação de Estudos, cujo cometido era enviar estudantes com bolsa de estudos para o estrangeiro.
Dela dependiam os supracitados Centro de Estudos Históricos, o Instituto Nacional de Ciências Físico-Naturais e a Residência de Estudantes estabelecida na rua Pinar de Madrid, autêntico viveiro de escritores e artistas e lugar onde Albert Einstein deu uma das conferências que ofereceu na sua viagem para Espanha em 1923. As tentativas de renovação pedagógica cristalizaram de 1907 até 1936 em iniciativas pioneiras como o Instituto Escola, as colônias escolares de vacações, a Universidade Internacional de Verão ou as chamadas Missões pedagógicas que agiram ao amparo da Segunda República com o fim de divulgar a cultura entre os povos da Espanha profunda onde nunca chegara.
Após a morte em 1915 do seu principal inspirador, Francisco Giner de los Ríos, criou-se a fundação que leva o seu nome a 14 de Junho de 1916 com o encarrego de velar pelo patrimônio da ILE e prosseguir a sua tarefa educadora. De 1916 até 1936 publicou as Obras Completas de Giner.
Existem ainda instituições educativas que, ao amparo da Fundação Giner de los Ríos, continuam dando, com algumas variações, o modelo pedagógico da ILE. Assim, cabe destacar o "Colégio Estudo", fundado por Jimena Menéndez Pidal, Ángeles Gasset e Carmen García del Diestro, e que formou a conhecidos intelectuais e políticos espanhóis, mas também os Colégios Base ou Estilo.

## Promoções da ILE
- Primeira promoção: São primariamente os homens congregados em torno a Giner de los Ríos depois da sua volta à Universidade em 1881, após a expulsão de 1875, entre eles: Manuel Bartolomé Cossío, Joaquín Costa, Leopoldo Alas (Clarín), Alfredo Calderón, Eduardo Soler, Jacinto Messia, Adolfo Posada, Pedro Dorado Montero, Rafael Altamira, et cétera.

- Segunda promoção: São os que Giner denominava os seus "filhos": Julián Besteiro, Pedro Corominas, José Manuel Pedregal, Martín Navarro Flores, Manuel Machado, Antonio Machado, Domingo Barnés, José Castillejo, Luis de Zulueta, Fernando de los Ríos, etc.

- Terceira promoção: Os nascidos de 1880 a 1890, que foram reconhecidos como os "netos" de Giner; costumam ser mencionados  José Pijoán, Juan Ramón Jiménez, Francisco Ribera Pastor, José Ortega y Gasset, Américo Castro, Gregorio Marañón, Manuel García Morente, Lorenzo Luzuriaga, Alberto Jiménez Fraud, etc.